# Asha Bhosle

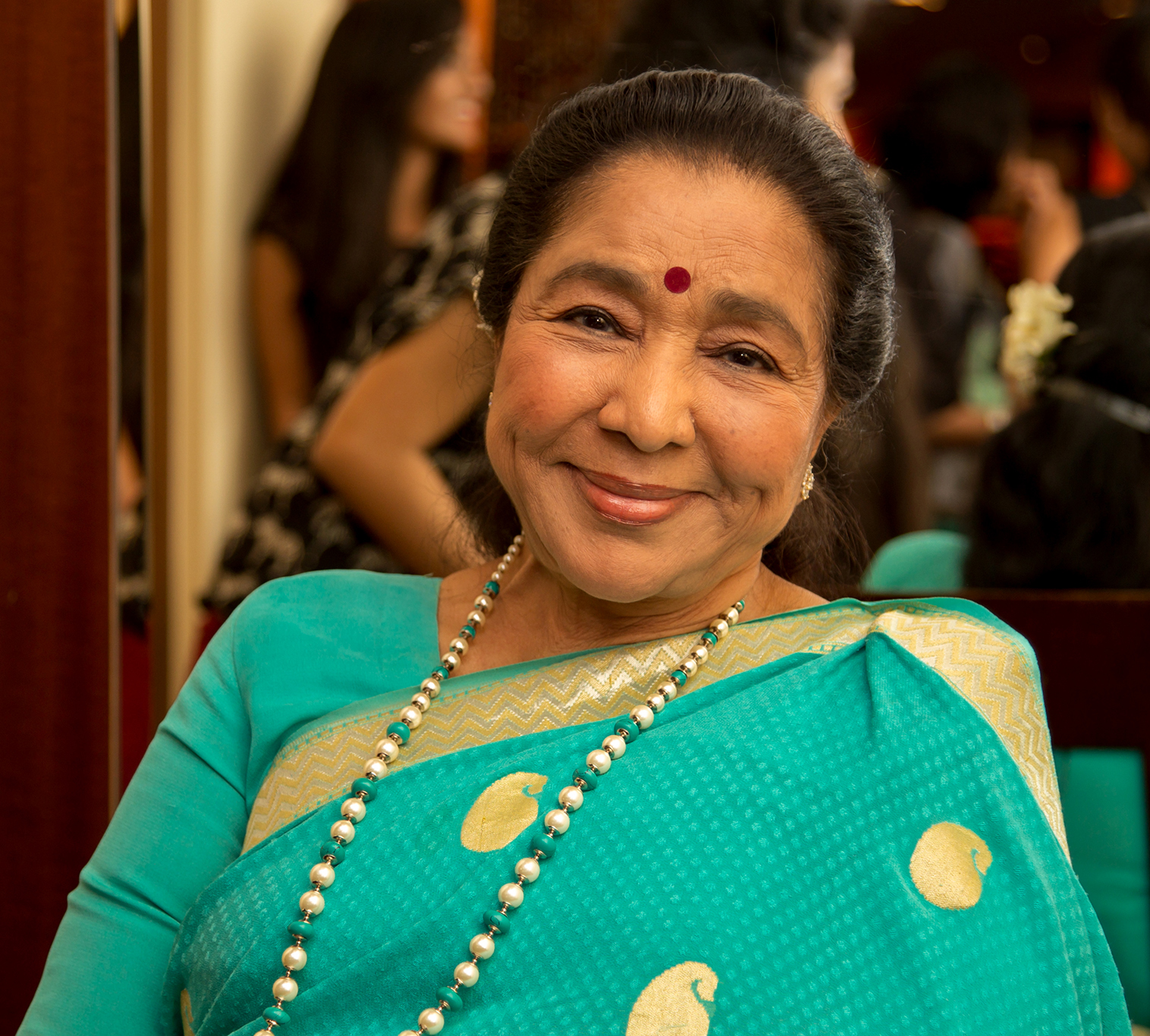
Asha Bhosle in 2015

Asha Bhosle (Sangli, 8 september 1933) is een Indiase zangeres. Ze heeft als playback-zangeres voor meer dan duizend Bollywood-films liedjes gezongen, maar heeft ook daarbuiten opnames gemaakt en opgetreden in talloze concerten in binnen- en buitenland. Ze heeft meer dan twaalfduizend liedjes gezongen in allerlei talen en in allerlei genres, solo of met zangers als Mohammed Rafi of Kishore Kumar. Volgens het Guinness Book of World Records is ze de artiest die het meest is opgenomen in de geschiedenis van de muziek. De Indiase regering heeft haar onderscheiden met de Dadasaheb Phalke Award (2000) en Padma Vibhushan (2008). Bhosle is de zuster van playback-zangeres Lata Mangeshkar, die in haar leven eveneens vele duizenden liedjes heeft gezongen.

## Biografie
Bhosle was de dochter van een toneelspeler en zanger, Dinanath Mangeshkar. Naast Lata werden ook de twee andere kinderen in het gezin, Usha en Hridaynath, later actief in de muziek. Toen ze negen was, overleed haar vader, en enkele jaren later gingen Asha en Lata zingen en acteren om geld te kunnen verdienen. Bhosle zong haar eerste filmliedje in 1943, voor de Marathi-film Majha Bal, in 1948 kwam haar Hindi-debuut met de film Chunariya. Haar eerste Hindi-solo-filmliedje zong ze voor Raat Ki Raani in 1949. Rond die tijd trouwde ze tegen de wens van haar familie in met de veel oudere Ganpatrao Bhosle, een huwelijk dat later zou stuklopen. Ze heeft de naam Bhosle echter altijd aangehouden.
Bhosle kreeg in die periode van haar loopbaan meestal de liedjes die de dominante playbackzangeressen van die tijd (zoals Geeta Dutt, Shamshad Begum en ook Lata) aan zich voorbij lieten gaan: de liedjes voor de slechte vrouwen en vamps en de liedjes in tweederangs-films, of derderangs-films. Deze liedjes waren ook niet zo succesvol. Haar populariteit begon pas te stijgen in de jaren vijftig, vooral toen ze voor duetten werd gekoppeld aan Mohammed Rafi. Het eerste succes kwam in 1957 met de film Naya Daur van regisseur B. R. Chopra, met muziek van O. P. Nayyar. Het was de eerste film waar ze de liedjes zong voor de belangrijkste hoofdrolspeelster. Tot in de vroege jaren zeventig zou ze voor films van Chopra liedjes zingen en tot 1974 zou ze samenwerken met Nayyar, die haar met veel succes duetten liet zingen met Rafi. Andere componisten met wie Bhosle in haar loopbaan samenwerkte waren onder meer Ravi, Sachin Dev Burman en Rahul Dev Burman.
Film "Hare Rama Hare Krishna, Dum Maro Dum (1971)" veranderde de bollywood wereld, Zeenat Aman als bijrol, Stal de show en versloeg Mumtaz, dat was eerste keer, dat Asha lied populairder werd dan Lata ji. Asha Bhonsle werd stem van Zeenat Aman, daarna werd ook geaccepteerd door andere hoofdactrice 

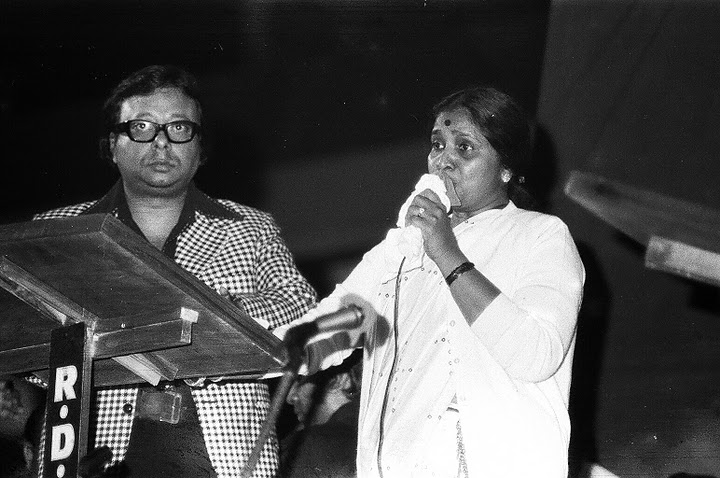
Asha Bhosle (rechts) met R.D. Burman

## Burman
Halverwege de jaren zestig ging ze samenwerken met musical director Rahul Dev Burman, voor het eerst voor de film Teesri Manzil (1966). Met hem nam ze liedjes in allerlei stijlen op: cabaret, rock, disco, ghazals en meer klassiek. Met de meer Westerse liedjes in de jaren zeventig scoorden ze grote hits. Ook maakten de twee muziek buiten de film: op 8 september 1987 (Bhosle's verjaardag) verscheen in samenwerking met tekstschrijver Gulzar de dubbel-lp 'Dil Padosi Hai'. Tevens traden ze veel 'live' op. Hun partnerschap in de muziek kreeg een voortzetting buiten het werk: Bhosle en Burman trouwden in 1980. De twee bleven met elkaar samenwerken tot Burman's overlijden in 1994.

## Jaren tachtig en later
In de jaren tachtig en negentig werkte Bhosle veel samen met Ilaiyaraaja (vanaf 1982), Anu Malik (vanaf 1984) en A.R. Rahman (zoals voor 'Rangeela' in 1994 en 'Lagaan' in 2001). Ook trad ze op in het buitenland (onder meer in Canada, Engeland en Amerika) en nam ze songs op met onder meer Boy George, Code Red en Michael Stipe. In 2005 nam het Kronos Quartet enkele songs van R.D. Burman opnieuw op, met zang van Bhosle. Het album 'You've Stolen My Heart-Songs From R.D. Burman's Bollywood' werd een jaar later genomineerd voor een Grammy in de categorie 'Beste hedendaagse wereldmuziek-album'. Tot 2007 trad ze nog af en toe 'live' op.
In mei 2013 werd ze uitgenodigd door Live in Europe om samen met het meervoudig Grammy bekroonde Metropole Orkest op te treden. Ze accepteerde de uitnodiging en maakte een selectie uit haar omvangrijke oeuvre en koos grotendeels songs van R.D. Burman. De nieuwe arrangementen voor dit jazz orkest geven een nieuwe wending aan haar carrière. Van het optreden in Den Haag werd een livealbum gemaakt dat in april 2014 verscheen bij Amstel Records.

## Filmprijzen
Bhosle kreeg zeven keer een Filmfare Award in de categorie 'beste playback-zangeres'. In 1982 en 1984 ontving ze een National Film Award.

## Persoonlijk leven
Bhosle heeft drie kinderen en vijf kleinkinderen. Een van haar kinderen, de journaliste Varsha Bhosle, pleegde in 2012 zelfmoord.

## Trivia
- De groep Cornershop nam in 1997 een eerbetoon aan Bhosle op in de vorm van de song 'Brimful of Asha', dat een internationale hit werd en later werd ge-remixed door Fatboy Slim.
- In 2001 bevatte Nelly Furtado's cd-single 'I'm Like a Bird' een 'Nellie vs. Asha Remix'.
- Sarah Brightman samplede Bhosle's 'Dil Cheez Kya Hai' voor de intro van 'You Take My Breath Away', op het album 'Harem'.
- Ook de Black Eyed Peas sampleden twee nummers van Bhosle, in hun hit 'Don't Phunk with My Heart' (2005).